# Archivio di Stato di Genova
L'Archivio di Stato di Genova è l'Archivio di Stato competente per la Città metropolitana di Genova.
La consistenza del materiale archivistico conservato presso l'istituto è la seguente: circa 128.000 unità archivistiche tra registri, buste, volumi, filze, pacchi e cartolari. 2.000 fogli e mappe e 3.690 pergamene.

 L'archivio vanta anche una biblioteca con circa 10.000 volumi e opuscoli e una scuola d'archivistica, diplomatica e paleografia latina .

## Sede
L'Archivio è ospitato dal 2004 nel complesso di Sant'Ignazio, nel quartiere di Carignano.
Il complesso di S. Ignazio, affacciato sulla piccola piazza S. Leonardo, è composto di vari edifici di epoche diverse. Il nucleo più antico è una villa medioevale, dal Quattrocento di proprietà della famiglia de Franceschi, situata alle spalle della chiesa di S. Maria in Via Lata, ampliata nella seconda metà del Cinquecento, quando nel salone al piano nobile fu realizzato da Andrea Semino l'affresco raffigurante il ratto delle sabine, oggi sala di lettura dell'Archivio.
Nel 1659 fu acquistata dai Gesuiti che ne fecero la sede del loro noviziato. Tra il 1676 e il 1683 i Gesuiti ampliarono l'edificio, realizzando nuove ali destinate ad accogliere i novizi e intorno al 1720, su disegno dell'onegliese Giovanni Battista Ricca, fu costruita la chiesa, intitolata al fondatore S. Ignazio. Affacciata su piazza S. Leonardo, la chiesa ha una facciata disadorna e priva di un ingresso aperto verso l'esterno, essendo destinata esclusivamente al servizio del noviziato.
Nel 1773 il complesso passò alle monache agostiniane. Chiuso nel 1810 per le leggi di soppressione degli ordini religiosi fu trasformato in caserma, con pesanti rimaneggiamenti alle strutture.
Nel 1986, su progetto di Angelo Sibilla, iniziò una lunga opera di recupero, conclusa solo nel 2004, per destinarlo a sede dell'Archivio di Stato di Genova.
La villa cinquecentesca, cuore dell'intero complesso, e che oltre ai citati affreschi presenta interessanti elementi architettonici, come il loggiato e la volta a stella delle scale, rappresenta un significativo esempio dell'architettura di villa precedente all'arrivo a Genova di Galeazzo Alessi, che con il suo inconfondibile stile avrebbe rivoluzionato la struttura delle residenze patrizie genovesi.

## Patrimonio

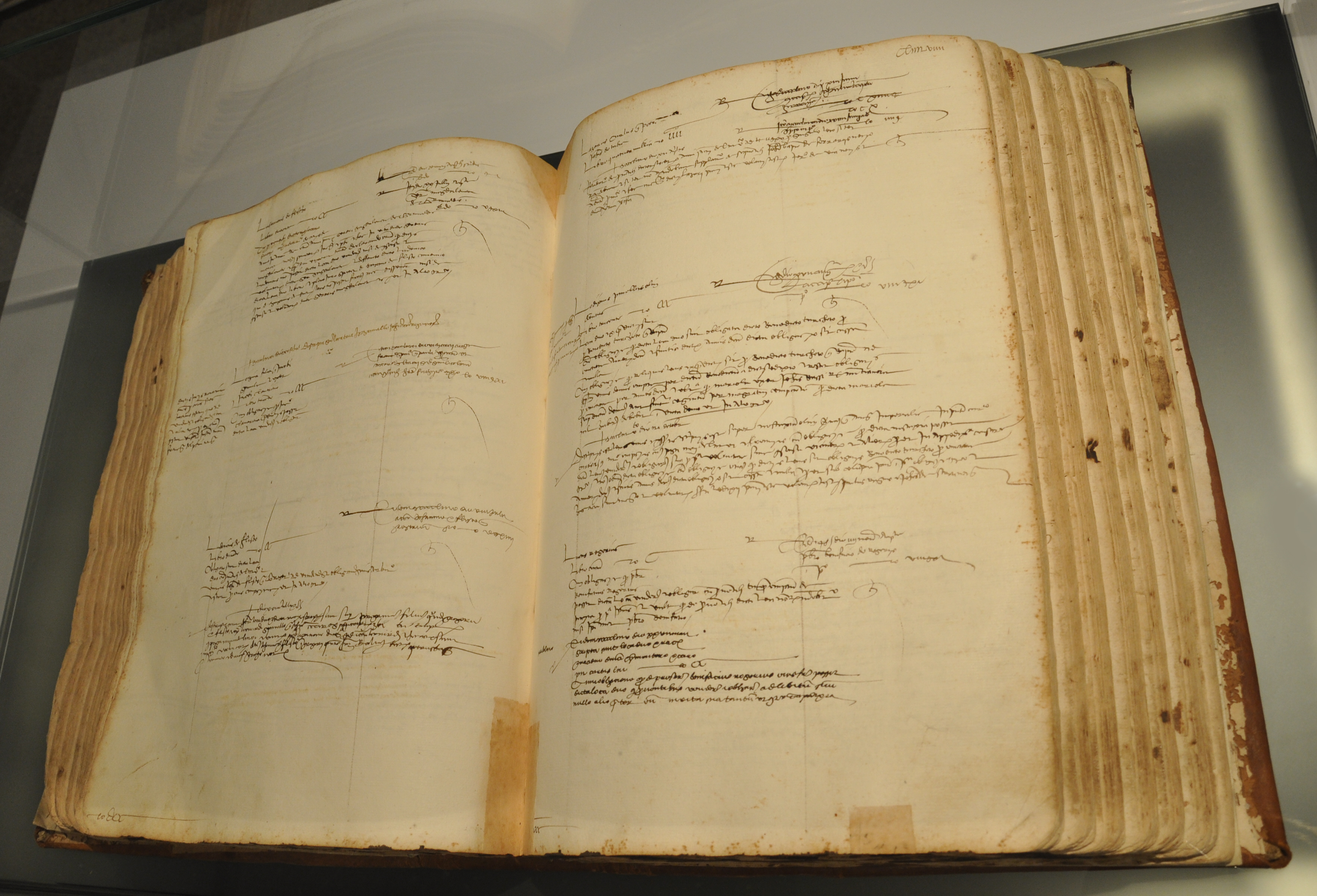
Il "libro delle colonne" della Casa di San Giorgio per il 1485

L'Archivio di Stato di Genova fu istituito nel 1817 per custodire i documenti della Compagna Communis e della Repubblica di Genova: l'Archivio Segreto, l'Archivio Palese, gli archivi delle magistrature minori e quello dell'Eccellentissima camera.
Nel 1821 l'Archivio di Stato di Genova ha acquisito l'archivio del collegio notarile della città, ovvero la raccolta degli atti rogati dai notai genovesi dal 1154. Si tratta del corpus di gran lunga più importante conservato nell'Archivio di Genova, in quanto è il più antico e vasto archivio notarile del mondo, che conserva le più antiche imbreviature esistenti. Esso si segnala in particolare per la varietà delle tipologie contrattuali conservate: vi si trovano alcuni fra i più antichi contratti conosciuti relativi a compravendite, assicurazioni, costituzioni di società, testamenti e inventari, fondamentali per ricostruire la storia economica della Repubblica di Genova e della cultura occidentale in generale. Infatti la documentazione conservata aiuta a comprendere anche la storia economica, sociale e culturale dei paesi che avevano rapporti con Genova, dall'Inghilterra alle Fiandre, dalla Spagna al Maghreb, dal Levante al Mar Nero.

Per questa ricchezza di documenti l'Archivio di Stato di Genova da due secoli è assiduamente consultato dagli storici di tutti i paesi e nel 1949 è stato dichiarato «patrimonio italiano dell'umanità».
Si deve aggiungere che l'Archivio Notarile è importante anche per ricostruire la storia della Compagna Communis, dal momento che nel Medioevo spesso i notai erano chiamati a fungere da segretari delle magistrature pubbliche e molte deliberazioni delle stesse ci sono pervenute solo per tale via.
Nel 1881 l'Archivio di Genova ha acquisito anche l'ampio corpus relativo alla Casa delle compere e dei banchi di San Giorgio comunemente detta Banco di San Giorgio. Si tratta di un'altra peculiarità di questo Archivio, dovuta alla particolare storia della Città.
Il Banco fu un potente istituto finanziario a livello internazionale, dal 1407 al 1805, che gestiva l'impero coloniale genovese e fu la prima banca pubblica d'Europa, dove si sperimentarono tecniche e strumenti finanziari che sarebbero stati poi applicati nel mondo intero.
Fra gli altri motivi di importanza dell'Archivio di Genova bisogna ricordare che è l'unico Archivio dell'Occidente che conservi gli originali di documenti bizantini del XII secolo.
Esso custodisce inoltre un corpus di fonti colombiane nonché documenti fondamentali per la storia del nostro Risorgimento.

## Scuola
Come presso tutti i maggiori Archivi di Stato italiani, anche presso quello di Genova è aperta una Scuola di Archivistica, Paleografia e Diplomatica, la cui attività è disciplinata dal D.P.R. 30 settembre 1963 n. 1409.